# Вбивство Сандро Ґірґвліані
Вбивство Сандро Гіргвліані — злочин, що викликав гучний політичний скандал у Грузії 2006 року. У скоєнні вбивства співробітника банку Сандро Гіргвліані були звинувачені кілька офіцерів МВС Грузії, проте правозахисні групи та рідні вбитого називали замовниками вбивства високопоставлених чиновників відомства. Вбивство загострило політичну обстановку в країні, викликавши вимоги відставки міністра внутрішніх справ Вано Мерабішвілі з боку опозиції і гостру критику на адресу влади з боку омбудсмена Грузії Созара Субарі і неурядових організацій.

## Передісторія

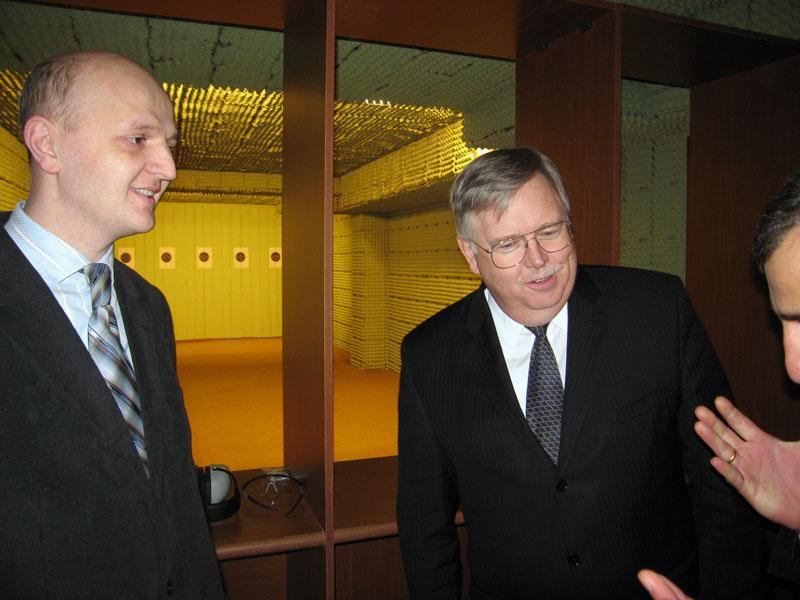
Голова Верховного суду Коте Кублашвілі та тодішній посол США в Грузії Джон Теффт у лабораторії судово-медичної експертизи (30 січня 2007)

28 січня 2006 року 28-річний співробітник «Об'єднаного грузинського банку» Сандро Гіргвліані разом зі своїм другом Леваном Бухаідзе відвідав кафе «Шарден-бар» в центрі Тбілісі. В барі перебували керівник Департаменту конституційної безпеки МВС Дата Ахалаія, його заступник Олег Мельников, начальник Генеральної інспекції МВС Василь Санодзе, начальник Служби громадських зв'язків МВС Гурам Донадзе, дружина міністра внутрішніх справ Тако Салакаія, а також знайома Сандро Гіргвліані — Тамара Майсурадзе. У Гірвгліані сталася сварка з Гурамом Донадзе. У той же день тіло вбитого Сандро Гіргвліані було виявлено в селищі Окрокана (передмісті Тбілісі) з ознаками насильницької смерті.

## Розголос
12 лютого 2006 року телекомпанія «Імеді» випустила сюжет, де говорилося, що зазначені особи можуть бути причетні до злочину. Після телепередачі справа набула широкого розголосу. 21 лютого мати Сандро Гіргвліані відкрито звинуватила МВС у вбивстві свого сина. 22 лютого депутати опозиційних фракцій «Нові праві» і «Демократичний фронт» виступили з вимогою запросити міністра внутрішніх справ Вано Мерабішвілі в парламент і звільнення від посад підозрюваних співробітників МВС. 25 лютого Мерабішвілі заявив, що не збирається нікого усувати від посад.

## Затримання
6 березня поліція затримала чотирьох співробітників Департаменту конституційної безпеки (колишнього міністерства держбезпеки) — Гіа Аланія, Автанділа Апціаурі, Олександра Качава і Михайла Бібілурі, які зізналися, що 28 січня викрали Сандро Гіргвліані і відвезли в ліс, де почали його бити. Потім, за їхніми словами, Гіргвліані вдалося втекти, після чого він «заблукав і впав в ущелину з 20-метрової висоти». 16 березня в Тбілісі та інших містах Грузії тисячі автовласників протягом декількох хвилин сигналили на знак протесту проти міністра внутрішніх справ в рамках акції з вимогою його відставки. Через кілька годин президент Міхеіл Саакашвілі у прямому ефірі провів прес-конференцію, назвавши Вано Мерабішвілі «хорошим міністром» і відмовившись звільнити його від посади.

## Допити
30 червня осіб, які перебували в день вбивства в барі, в тому числі дружину міністра, було допитано на судовому процесі. Однак вони заявили, що не чули розмови Гіргвліані і Донадзе, в ході якого сталася сварка.

## Підсумок
6 липня 2006 року Тбіліський міський суд засудив Аланія, Апціаурі, Качава і Бібілурі до різних термінів тюремного ув'язнення.
Міський суд Тбілісі 5 січня 2018 року заочно засудив екс-президента Грузії Михаіла Саакашвілі до трьох років позбавлення волі, розглянувши справу про вбивство у 2006 році співробітника «Об'єднаного банку Грузії» Сандро Гіргвліані[джерело не вказане 2630 днів]